# Vĩnh Châu (xã)
Vĩnh Châu là một xã thuộc thành phố Châu Đốc, tỉnh An Giang, Việt Nam.

## Địa lý
Xã Vĩnh Châu nằm ở phía nam thành phố Châu Đốc, có vị trí địa lý:
- Phía đông và phía nam giáp huyện Châu Phú
- Phía tây giáp xã Vĩnh Tế và huyện Tịnh Biên
- Phía bắc giáp các phường Núi Sam, Châu Phú B và Vĩnh Mỹ.

Xã có diện tích 22,89 km², dân số năm 2019 là 4.517 người, mật độ dân số đạt 197 người/km².

## Hành chính
Xã Vĩnh Châu được chia thành 3 ấp: Mỹ An, Mỹ Phú và Mỹ Thuận.

## Lịch sử
Xã Vĩnh Châu được thành lập vào ngày 19 tháng 5 năm 2003 trên cơ sở đổi tên từ xã Vĩnh Mỹ cũ (sau khi tách một phần diện tích và dân số để thành lập phường Vĩnh Mỹ).
Sau khi thành lập, xã Vĩnh Châu có 2.168,4 ha diện tích tự nhiên và 3.357 người.